# Кшива (Нижньосілезьке воєводство)
Кшива (пол. Krzywa) — село в Польщі, у гміні Хойнув Леґницького повіту Нижньосілезького воєводства.
Населення — 625 осіб (2011).

## Демографія
Демографічна структура станом на 31 березня 2011 року:
|          | Загалом | Допрацездатний вік | Працездатний вік | Постпрацездатний вік |
| -------- | ------- | ------------------ | ---------------- | -------------------- |
| Чоловіки | 310     | 63                 | 220              | 27                   |
| Жінки    | 315     | 69                 | 175              | 71                   |
| Разом    | 625     | 132                | 395              | 98                   |